# Meinhard Mair
Meinhard Mair (* 20. Dezember 1962 in Brixen) ist ein Südtiroler Literaturwissenschaftler, Autor und Gymnasiallehrer.
Mair studierte Sprach- und Literaturwissenschaft an der Universität Verona und unterrichtet Latein am deutschsprachigen Sprachengymnasium Jakob Philipp Fallmerayer in Brixen.
In seinem Roman Der Fluch der Generationen zeichnet sein Ich-Erzähler die Geschichte Südtirols ab dem Beginn des Ersten Weltkriegs über den Faschismus und Nationalsozialismus bis zum Zweiten Weltkrieg in Form eines Gesellschaftsromans anhand einer Familiengeschichte nach.

## Veröffentlichungen (Auswahl)
- Erzähltextanalyse. Modelle, Kategorien, Parameter. ibidem, Stuttgart 2016, ISBN 978-3-8382-0719-3
- Die große Revolution. Drama. Weger, Brixen 1988
- Der Fluch der Generationen. Teil 1 der großen Südtirol-Trilogie. Roman. Suedmedia, Vahrn 2004

## Einzelbelege
1. ↑   Lexikon Literatur in Tirol
2. ↑  Sprachengymnasium J. Ph. Fallmerayer

| Personendaten    | Personendaten                                                            |
| ---------------- | ------------------------------------------------------------------------ |
| NAME             | Mair, Meinhard                                                           |
| KURZBESCHREIBUNG | italienischer Literaturwissenschaftler, Autor, Gymnasiallehrer in Brixen |
| GEBURTSDATUM     | 20. Dezember 1962                                                        |
| GEBURTSORT       | Brixen                                                                   |